# Romet 737
Romet 737 – skuter sprzedawany w Polsce od 2007 lub 2008 pod marką Romet.
Dla sportowego skutera Romet 737 przewidziano kolory pomarańczowo-czarny i szaro-srebrny. Ze względu na pojemność silnika zaliczany jest do motorowerów. Wyposażony jest w duży reflektor, obudowy mają „kanciaste” przetłoczenia. Hamulec tarczowy z przodu wywodzi się z motocykli sportowych i jest powiązany z układem ABS. Opcjonalnie można otrzymać zegary w wersji elektronicznej LCD.

## Dane techniczne
- Wymiary: 1820 mm x 670 mm x 1150 mm,
- Silnik: czterosuwowy, jednocylindrowy, chłodzony powietrzem,
- Pojemność: 49,5 cm³,
- Moc maksymalna: 2,4 kW (3,2 KM) przy 7000 obr./min.,
- Rozruch: elektryczny, nożny,
- Zapłon: elektroniczny CDI,
- Przeniesienie napędu: automatyczne, bezstopniowe,
- Prędkość maksymalna: 45 km/h,
- Pojemność zbiornika paliwa: 6 l,
- Hamulec przód/tył: tarczowy sportowy/ABS/tarczowy,
- Opony przód/tył: 120/70-12 130/70-12,
- Masa pojazdu gotowego do jazdy: 94 kg,
- Dopuszczalna ładowność: 150 kg,
- Amortyzator przód/tył: podwójny z tłumieniem powietrznym,
- Wyposażenie dodatkowe: zegary LCD.